# 国民スポーツ大会高等学校野球競技
国民スポーツ大会高等学校野球競技（こくみんすぽーつたいかいこうとうがっこうやきゅうきょうぎ）は、国民スポーツ大会における高等学校野球大会である。

## 概要
秋季地区大会の最中に行われることになるため、高校野球三大大会（明治神宮野球大会・選抜高等学校野球大会・全国高等学校野球選手権大会）を優先し、3年生のみで参加する高校も多い。2009年現在、硬式の部と軟式の部がある。高校硬式野球については第1回大会から実施されている。第1回から第3回まで正式競技として実施され、これらの大会では実業団野球の試合も実施された。第4回から第9回まで公開競技、第10回から第30回まで正式競技、第31回から公開競技となって現在に至っている。出場校は、第43回までは回によって実施時季がまちまちのため、選抜出場校から選出されることもあれば、選手権出場校から選出されることもあったが、第44回からは実施時季が初秋に固定されて、選手権出場校からのみ選出されるようになった。選抜出場校から選出されていたことがあるため、第19回優勝の博多工をはじめ、選手権出場歴はないのに、国スポ出場歴はある学校も存在する。2000年の55回大会から9回引き分け抽選が導入され、2013年の68回大会からは引き分け抽選に代えて延長戦ではタイブレーク制が導入されている。なお2022年以降は硬式・軟式各8校が出場。さらに79回大会から7イニング制に短縮
日程の都合上、雨天などで一定期間内に終了しなかった場合は打ち切りとなり、打ち切り時点で勝ち残っていた出場校全てが優勝となるが、ベスト4が未確定のまま打ち切られた場合は優勝校なしとなる。
高校軟式野球については、第1回、第3回、第5回に軟式野球競技の中で行われ、第8回から高等学校野球競技の中で行われるようになった。
2024年（第78回）に「国民スポーツ大会」へ改称する以前は「国民体育大会」（略称「国体」）と称していた。

## 歴代記録と大会結果

### 歴代優勝校一覧
| 回 | 年度   | 中等学校/高等学校 | 中等学校/高等学校 | 中等学校/高等学校 | 実業団 | 実業団 | 実業団 |
| 回 | 年度   | 優勝 | 結果 | 準優勝 | 優勝 | 結果 | 準優勝 |
| -- | ------ | --- | --- | --- | --- | --- | --- |
| 1  | 1946年 | 浪華商（大阪） | 8-3 | 東京高師附中（東京） | 大日本土木（岐阜） | 1-0 | 門司鉄道局（福岡） |
| 2  | 1947年 | 岐阜商（岐阜） | 2-1 | 小倉中（福岡） | 大日本土木（岐阜） | 6-5 | 全鐘紡 |
| 3  | 1948年 | 西京商（京都） | 2-0 | 小倉（福岡） | 大洋漁業（下関） | 4-2 | 明電舎 |
| 回 | 年度   | 硬式 | 硬式 | 硬式 | 軟式 | 軟式 | 軟式 |
| 回 | 年度   | 優勝 | 結果 | 準優勝 | 優勝 | 結果 | 準優勝 |
| 4  | 1949年 | 静岡城内（静岡） | 2-1 | 明治（東京） | 実施せず | 実施せず | 実施せず |
| 5  | 1950年 | 瑞陵（愛知） | 2-1 | 宇都宮工（栃木） | 軟式野球競技で実施 | 軟式野球競技で実施 | 軟式野球競技で実施 |
| 6  | 1951年 | 広島観音（広島） | 1-0 | 芦屋（兵庫） | 実施せず | 実施せず | 実施せず |
| 7  | 1952年 | 盛岡商（岩手） | 4-0 | 芦屋（兵庫） | 実施せず | 実施せず | 実施せず |
| 8  | 1953年 | 中京商（愛知） | 2-1 | 徳島商（徳島） | 早稲田実（東京） | 5-0 | 釜石（岩手） |
| 9  | 1954年 | 高知商（高知） | 2-0 | 新宮（和歌山） | 早稲田実（関東） | 2-0 | 和歌山商（近畿） |
| 10 | 1955年 | 四日市（三重） | 4-3 | 若狭（福井） | 中京商（愛知） | 1-0 | 早稲田実（東京） |
| 11 | 1956年 | 中京商（愛知） | 1-0 | 米子東（鳥取） | 中京商（愛知） | 2-0 | 都立一商（東京） |
| 12 | 1957年 | 坂出商（香川） | 1-0 | 広島商（広島） | 早稲田実（東京） | 1-0 | 秋田（秋田） |
| 13 | 1958年 | 作新学院（栃木）4‐1魚津（富山） 高松商 （香川）1‐0 清水東（静岡）                                                                       | 作新学院（栃木）4‐1魚津（富山） 高松商 （香川）1‐0 清水東（静岡）                                                                       | 作新学院（栃木）4‐1魚津（富山） 高松商 （香川）1‐0 清水東（静岡）                                                                       | 中京商（愛知） | 3-1 | 備南（岡山） |
| 14 | 1959年 | 日大二（東京） | 4-2 | 平安（京都） | 徳島工（徳島） | 1-0 | 静岡商（静岡） |
| 15 | 1960年 | 北海（北海道） | 3-0 | 米子東（鳥取） | 静岡商（静岡） | 3-0 | 秋田市立商（秋田） |
| 16 | 1961年 | 中京商（愛知） | 6-1 | 報徳学園（兵庫） | 平安（京都） | 1-0 | 静岡商（静岡） |
| 17 | 1962年 | 西条（愛媛） | 2-0 | 久留米商（福岡） | 松商学園（長野） | 3-1 | 御所工（奈良） |
| 18 | 1963年 | 下関商（山口） | 5-4 | 磐城（福島） | 大原（岡山） | 3-2 | 静岡商（静岡） |
| 19 | 1964年 | 博多工（福岡） | 2-0 | 尾道商（広島） | 新津（新潟） | 2-1 | 習志野（千葉） |
| 20 | 1965年 | 銚子商（千葉） | 4-1 | 岐阜短大付（岐阜） | 北海（北海道） | 4-3 | 中京（岐阜） |
| 21 | 1966年 | 松山商（愛媛） | 1-0 | 津久見（大分） | 北海（北海道） | 1-0 | 日田商（大分） |
| 22 | 1967年 | 大宮（埼玉） | 5-1 | 大分商（大分） | 高崎商（群馬） | 8-2 | 北海（北海道） |
| 23 | 1968年 | 若狭（福井） | 4-1 | 松山商（愛媛） | 富山商（富山） | 2-0 | 上五島（長崎） |
| 24 | 1969年 | 静岡商（静岡） | 1-0 | 玉島商（岡山） | 札幌商（北海道） | 4-1 | 東邦（愛知） |
| 25 | 1970年 | PL学園（大阪） | 2-1 | 大分商（大分） | 上五島（長崎） | 2-1 | 小野田工（山口） |
| 26 | 1971年 | 岡山東商（岡山） | 5-3 | 報徳学園（兵庫） | 熊本商（熊本） | 1-0 | 県和歌山商（和歌山） |
| 27 | 1972年 | 明星（大阪） | 7-2 | 高松一（香川） | 飾磨工（兵庫） | 5-3 | 函館有斗（北海道） |
| 特 | 1973年 | 岩国（山口） | 5-1 | 宮崎実（宮崎） | 実施せず | 実施せず | 実施せず |
| 28 | 1973年 | 銚子商（千葉） | 3-2 | 作新学院（栃木） | 銚子商（千葉） | 3-0 | 双葉農（福島） |
| 29 | 1974年 | 土浦日大（茨城） | 2-1 | 銚子商（千葉） | 竜ヶ崎一（茨城） | 6-3 | 宇久（長崎） |
| 30 | 1975年 | 習志野（千葉） | 4-3 | 新居浜商（愛媛） | 秋田商（秋田） | 6-0 | 静岡商（静岡） |
| 31 | 1976年 | PL学園（大阪） | 2-1 | 海星（長崎） | 六甲（兵庫） | 4-1 | 西和賀（岩手） |
| 32 | 1977年 | 早稲田実（東京） | 5-2 | 東洋大姫路（兵庫） | 中津（岐阜） | 7-3 | 隠岐（島根） |
| 33 | 1978年 | 報徳学園（兵庫） | 3-2 | 中京（愛知） | 浜田（島根） | 8-7 | 東大寺学園（奈良） |
| 34 | 1979年 | 箕島（和歌山）3‐0横浜商（神奈川） 都城（宮崎）11‐6城西（東京） 浪商（大阪）4‐3星稜（石川） 浜田（島根）7‐6池田（徳島）                  | 箕島（和歌山）3‐0横浜商（神奈川） 都城（宮崎）11‐6城西（東京） 浪商（大阪）4‐3星稜（石川） 浜田（島根）7‐6池田（徳島）                  | 箕島（和歌山）3‐0横浜商（神奈川） 都城（宮崎）11‐6城西（東京） 浪商（大阪）4‐3星稜（石川） 浜田（島根）7‐6池田（徳島）                  | 静岡商 4‐0 大鉄（大阪） 高鍋農 1‐0 松山商 （愛媛）                                                                                   | 静岡商 4‐0 大鉄（大阪） 高鍋農 1‐0 松山商 （愛媛）                                                                                   | 静岡商 4‐0 大鉄（大阪） 高鍋農 1‐0 松山商 （愛媛）                                                                                   |
| 35 | 1980年 | 横浜（神奈川） | 4-2 | 秋田商（秋田） | 能代（秋田） | 3-0 | 静岡商（静岡） |
| 36 | 1981年 | 今治西（愛媛） | 2-1 | 早稲田実（東京） | 松山商（愛媛） | 2-1 | 大津（山口） |
| 37 | 1982年 | 広島商（広島） | 3-1 | 池田（徳島） | 玉野（岡山） | 4-0 | 蒲江（大分） |
| 38 | 1983年 | 中京（愛知） | 4-3 | 横浜商（神奈川） | 高崎商（群馬） | 1-0 | 松商学園（長野） |
| 39 | 1984年 | 取手二（茨城） | 5-4 | PL学園（大阪府） | 平工（福島） | 5-0 | 松山商（愛媛） |
| 40 | 1985年 | 高知商（高知） | 5-1 | 宇部商（山口） | 河浦（熊本） | 3-0 | 県岐阜商（岐阜） |
| 41 | 1986年 | 鹿児島商（鹿児島） | 3-1 | 東洋大姫路（兵庫） | 広陵（広島） | 3-1 | 北海（北海道） |
| 42 | 1987年 | 帝京（東京） | 1-0 | 沖縄水産（沖縄） | 横浜商（神奈川） | 6-5 | 八重山（沖縄） |
| 43 | 1988年 | 沖縄水産（沖縄） | 6-0 | 江の川（島根） | 中京（愛知） | 3-0 | 河浦（熊本） |
| 44 | 1989年 | 上宮（大阪） | 5-2 | 福岡大大濠（福岡） | PL学園（大阪） | 8-0 | 愛知（愛知） |
| 45 | 1990年 | 鹿児島実（鹿児島） | 4-3 | 松山商（愛媛） | 作新学院（栃木） | 3-1 | 平工（福島） |
| 46 | 1991年 | 松商学園（長野） | 5-1 | 星稜（石川） | 中京商（岐阜） | 3-2 | 松商学園（長野） |
| 47 | 1992年 | 星稜（石川） | 3-0 | 尽誠学園（香川） | 四日市（大分） | 4-0 | 茨木（大阪） |
| 48 | 1993年 | 修徳（東京） | 10-0 | 小林西（宮崎） | 中京商（岐阜） | 2-1 | 四日市（大分） |
| 49 | 1994年 | 北海（北海道） | 7-2 | 愛知（愛知） | 中京（愛知） | 2-1 | 鹿児島商（鹿児島） |
| 50 | 1995年 | PL学園（大阪） | 7-6 | 柳川（福岡） | 開新（熊本） | 4-0 | 四日市（大分） |
| 51 | 1996年 | PL学園（大阪） | 7-2 | 福井商（福井） | 桐蔭学園（神奈川） | 8-0 | 松山商（愛媛） |
| 52 | 1997年 | 徳島商（徳島） | 5-4 | 前橋工（群馬） | 育英（兵庫） | 6-5 | 河浦（熊本） |
| 53 | 1998年 | 横浜（神奈川） | 2-1 | 京都成章（京都） | 平安（京都） | 1-0 | 作新学院（栃木） |
| 54 | 1999年 | 智弁和歌山（和歌山） | 7-1 | 滝川二（兵庫県） | 作新学院（栃木） | 6-5 | 浜田（島根県） |
| 55 | 2000年 | 横浜（神奈川） | 6-4 | 長崎日大（長崎） | 育英（兵庫） | 3-0 | 松商学園（長野） |
| 56 | 2001年 | 横浜（神奈川） | 6-5 | 智弁学園（奈良） | 中京（岐阜） | 2-0 | 河浦（熊本） |
| 57 | 2002年 | 川之江（愛媛） | 5-4 | 帝京（東京） | 崇徳（広島） | 5-4 | 育英（兵庫） |
| 58 | 2003年 | 光星学院（青森） | 9-7 | 小松島（徳島） | 育英（兵庫） | 3-0 | 倉敷工（岡山） |
| 59 | 2004年 | 横浜（神奈川） | 10-3 | 東北（宮城） | 浜松商（静岡） | 10-2 | 広島商（広島） |
| 60 | 2005年 | 駒大苫小牧（北海道） | 9-1 | 遊学館（石川） | 大津（山口） 作新学院（栃木）1-1 | 大津（山口） 作新学院（栃木）1-1 | 大津（山口） 作新学院（栃木）1-1 |
| 61 | 2006年 | 早稲田実（東京） | 1-0 | 駒大苫小牧（北海道） | 作新学院（栃木） | 1-0 | 広陵（広島） |
| 62 | 2007年 | 今治西（愛媛） | 2-1 | 広陵（広島） | 茗溪学園（茨城）0‐0 富山商（富山）抽選勝ち 羽黒（山形）3‐2 新見（岡山）                                                              | 茗溪学園（茨城）0‐0 富山商（富山）抽選勝ち 羽黒（山形）3‐2 新見（岡山）                                                              | 茗溪学園（茨城）0‐0 富山商（富山）抽選勝ち 羽黒（山形）3‐2 新見（岡山）                                                              |
| 63 | 2008年 | （優勝校なし） | （優勝校なし） | （優勝校なし） | 作新学院（栃木）5‐0 河浦（熊本） 中京（岐阜）1‐0 報徳学園（兵庫） 比叡山（滋賀）2‐0 滝川西（北海道） 広島商（広島）5‐0 宇佐 （大分） | 作新学院（栃木）5‐0 河浦（熊本） 中京（岐阜）1‐0 報徳学園（兵庫） 比叡山（滋賀）2‐0 滝川西（北海道） 広島商（広島）5‐0 宇佐 （大分） | 作新学院（栃木）5‐0 河浦（熊本） 中京（岐阜）1‐0 報徳学園（兵庫） 比叡山（滋賀）2‐0 滝川西（北海道） 広島商（広島）5‐0 宇佐 （大分） |
| 64 | 2009年 | 県岐阜商（岐阜） | 11-4 | 都城商（宮崎） | 東山（京都） | 5-1 | 神戸弘陵（兵庫） |
| 65 | 2010年 | （優勝校なし） | （優勝校なし） | （優勝校なし） | 作新学院（栃木） 中京（岐阜） 天理（奈良） 関西（岡山） 新田（愛媛）                                                                 | 作新学院（栃木） 中京（岐阜） 天理（奈良） 関西（岡山） 新田（愛媛）                                                                 | 作新学院（栃木） 中京（岐阜） 天理（奈良） 関西（岡山） 新田（愛媛）                                                                 |
| 66 | 2011年 | 日大三（東京） | 4-3 | 習志野（千葉） | 作新学院（栃木） | 2-0 | 天理（奈良） |
| 67 | 2012年 | 大阪桐蔭（大阪）13‐0 桐光学園（神奈川） 仙台育英（宮城）11‐1 県岐阜商（岐阜）                                                           | 大阪桐蔭（大阪）13‐0 桐光学園（神奈川） 仙台育英（宮城）11‐1 県岐阜商（岐阜）                                                           | 大阪桐蔭（大阪）13‐0 桐光学園（神奈川） 仙台育英（宮城）11‐1 県岐阜商（岐阜）                                                           | 大津・大津緑洋（山口） | 2-1 | 作新学院（栃木） |
| 68 | 2013年 | 大阪桐蔭（大阪） 修徳（東京） | 10-10 | - | 鹿児島工（鹿児島） | 2-0 | 早大学院（東京） |
| 69 | 2014年 | 明徳義塾（高知） | 3-2 | 健大高崎（群馬） | 南部（和歌山） | 3-1 | 神港学園（兵庫） |
| 70 | 2015年 | 東海大相模（神奈川） | 7-5 | 中京大中京（愛知） | 作新学院（栃木） | 1-0 | 津久見（大分） |
| 71 | 2016年 | 履正社（大阪） | 14-6 | 広島新庄（広島） | 天理（奈良） | 4-0 | 早大学院（東京） |
| 72 | 2017年 | 広陵（広島） | 7-4 | 大阪桐蔭（大阪） | 中京学院大中京（岐阜） | 6-1 | 仙台商（宮城） |
| 73 | 2018年 | 浦和学院（埼玉）4-3報徳学園（兵庫） 金足農（秋田）7-0常葉大菊川（静岡） 大阪桐蔭（大阪）5-3済美（愛媛） 近江（滋賀）13-12日大三（東京） | 浦和学院（埼玉）4-3報徳学園（兵庫） 金足農（秋田）7-0常葉大菊川（静岡） 大阪桐蔭（大阪）5-3済美（愛媛） 近江（滋賀）13-12日大三（東京） | 浦和学院（埼玉）4-3報徳学園（兵庫） 金足農（秋田）7-0常葉大菊川（静岡） 大阪桐蔭（大阪）5-3済美（愛媛） 近江（滋賀）13-12日大三（東京） | 中京学院大中京（岐阜） | 3-0 | 能代 (秋田) |
| 74 | 2019年 | 関東一 (東京) | 10-2 | 海星（長崎） | 中京学院大中京（岐阜） | 1-0 | 仙台商（宮城） |
| 77 | 2022年 | 大阪桐蔭（大阪） | 5-1 | 聖光学院（福島） | 作新学院 鹿児島実 | 0-0 | - |
| 特 | 2023年 | 仙台育英（宮城）9-7北海（北海道） 土浦日大（茨城）8-7履正社（大阪）                                                                     | 仙台育英（宮城）9-7北海（北海道） 土浦日大（茨城）8-7履正社（大阪）                                                                     | 仙台育英（宮城）9-7北海（北海道） 土浦日大（茨城）8-7履正社（大阪）                                                                     | 天理（奈良） | 1-0 | 河南（大阪） |
| 78 | 2024年 | 明徳義塾（高知） | 3-1 | 小松大谷（石川） | 中京（岐阜） | 6-0 | 横浜商（神奈川） |

## 中継
- テレビ
2006年は一部日程をスカイ・Aが中継。
- インターネット配信
2016年から「バーチャル高校野球」（スポーツブル・スポーツナビ）で全試合無料ライブ配信を行う。